# 별농발거미속
별농발거미속은 농발거미과의 한 속으로, 별농발거미 등이 포함된다. 원래 농발거미속(Heteropoda)에 속해 있었으나 최근에는 별개의 속으로 취급하고 있다.

## 주요 종
한국에는 6종이 알려져 있다.
- 별농발거미 Sinopoda stellatops Jäger & Ono, 2002
- 금빛농발거미 Sinopoda aureola Kim, Lee & Lee, 2014
- 낙엽농발거미 Sinopoda forcipata (Karsch, 1881)
- 한국농발거미 Sinopoda koreana (Paik, 1968)
- 쌍점농발거미 Sinopoda biguttata Lee, Lee & Kim, 2016
- 흑갈농발거미 Sinopoda nigrobrunnea Lee, Lee & Kim, 2016

1. ↑  국립생물자원관 한반도의 생물다양성